# Sascha Staat
Sascha Staat (* 22. Januar 1980 in Solingen) ist ein deutscher Sportjournalist, Moderator und Autor.

## Leben
Sascha Staat wuchs in der Klingenstadt Solingen auf. Er berichtet hauptsächlich über Handball und Fußball, im Speziellen in Form von Podcasts, aber auch über Eishockey und Baseball.
Seine ersten journalistischen Schritte machte Staat bei Radio RSG, einem Lokalradiosender in Nordrhein-Westfalen. Die Sendung Overtime, die bis 2003 zu hören war, verbreitete er schon zu Beginn der 2000er Jahre online in der Frühform eines Podcasts.
Seit Mai 2016 ist er ausnahmslos als freiberuflicher Sportjournalist tätig. Im selben Jahr wurde er vom Verband Deutscher Sportjournalisten mit dem Herbert-Zimmermann-Preis ausgezeichnet. Diese Auszeichnung erhielt er 2021 ein zweites Mal.
Als Handball-Experte ist er beim Streaming-Dienst DYN im Einsatz und kommentiert unter anderem Spiele der Handball-Bundesliga sowie der EHF Champions League. Er ist die Stimme des BVB-Podcasts der Ruhr Nachrichten und freier Autor für den Deutschlandfunk. Bekannt ist er vor allem durch seinen Handball-Podcast Kreis Ab.

## Auszeichnungen
- Herbert-Zimmermann-Preis 2015 für Kreis Ab, Episode 94
- Herbert-Zimmermann-Preis 2020 für Kreis Ab, Die Hölle von Bitola

## Werke
- 111 Gründe, Baseball zu lieben. Schwarzkopf & Schwarzkopf, Berlin 2018, ISBN 978-3-942665-59-9
- Borussia Dortmund für Klugscheißer. Klartext, Essen 2019, ISBN  978-3-8375-2166-5